# Río Cuenca
El Río Cuenca, es un río de Ecuador. El río surge de la unión del río Tomebamba con el río Machángara al noreste de la ciudad de Cuenca. El río es el resultado de la unión de los caudales de los cuatro ríos que atraviesan la ciudad.
Cuando el río Cuenca se une con el río Santa Bárbara forman el río Paute. El agua del Cuenca luego de pasar por otros ríos llega hasta el río Amazonas y luego al océano Atlántico. 
El principal afluente del río Cuenca, es el río Tomebamba. 